# Microtea longibracteata
Microtea longibracteata är en tvåhjärtbladig växtart som beskrevs av H. Walter. Microtea longibracteata ingår i släktet Microtea och familjen Microteaceae. Inga underarter finns listade i Catalogue of Life.